# Couesmes-Vaucé
 Couesmes-Vaucé  es una población y comuna francesa, en la región de Países del Loira, departamento de Mayenne, en el distrito de Mayenne y cantón de Ambrières-les-Vallées.
Couesmes-Vaucé es un municipio pequeño, con solo 300 propiedades y según el censo de 2019 378 habitantes.
Couesmes-Vaucé está cerca de Normandía y Bretaña y se encuentra aproximadamente a 20 millas de las ciudades circundantes de Rennes y Le Mans. El pueblo está situado en el corazón de una comarca agrícola que destaca por su buena comida y sidra.
Hay una comunidad inglesa próspera y bien integrada establecida hace más de treinta años.

## Demografía
| 834 | 762 | 643 | 498 | 451 | 383 |
| Para los censos de 1962 a 1999 la población legal corresponde a la población sin duplicidades (Fuente: INSEE [Consultar]) |     |     |     |     |     |